# Gordanowo
Gordanowo – wieś w Polsce położona w województwie kujawsko-pomorskim, w powiecie grudziądzkim, w gminie Łasin.
W latach 1975–1998 miejscowość administracyjnie należała do województwa toruńskiego.

## Historia
Wieś powstała jako folwark majątku Wydrzno. W 1885 r. znajdowały się w niej 3 domy i mieszkało 47 osób.